# مارك إس. سميث
مارك إس. سميث (بالإنجليزية: Mark S. Smith)‏ هو مستشرق أمريكي، ولد في 6 ديسمبر 1956 في باريس في فرنسا.